# 187e division de fusiliers (2e formation)
Pour les articles homonymes, voir 187e division.
La 187e division de fusiliers (russe : 187-я стрелковая дивизия) est une division d'infanterie de l'Armée rouge soviétique pendant la Seconde Guerre mondiale.
Formée en avril 1942 en Extrême-Orient soviétique, elle est engagée au combat contre les Japonais à l'été 1945 puis dissoute.

## Historique
La 187e division est formée au sein du front d'Extrême-Orient en avril 1942 et est affectée à la 1re armée de ce front. La division a l'ordre de bataille suivant :
- 97e régiment de fusiliers
- 208e régiment de fusiliers
- 316e régiment de fusiliers
- 1139e régiment d'artillerie (renuméroté 325e)
- 64e groupe (divizion) indépendant antichar
- 458e groupe d'artillerie antiaérienne
- 56e compagnie de reconnaissance
- 113e bataillon de sapeurs
- 97e bataillon indépendant de transmissions (renuméroté 137e)
- 105e bataillon médico-sanitaire (renuméroté 16e)
- 48e compagnie indépendante de défense chimique
- 179e compagnie automobile
- 151e boulangerie de campagne
- 964e infirmerie militaire divisionnaire
- 1935e bureau de poste de campagne (renumérotée 1884e)
- 453e bureau de campagne de la Gosbank.

En mai 1942, la division fait partie du 26e corps de fusiliers de la 1re armée puis elle est directement rattachée à l'armée à partir de juin jusqu'en février 1943. La division est ensuite rattachée au 5e corps de fusiliers de la 1re armée jusqu'en août avant de repasser sous le commandement direct de l'armée jusqu'en juillet 1945, où elle est affectée au 17e corps de fusiliers de la 5e armée.
La division est engagée au combat en août 1945 avec le 17e corps de la 5e armée lors de l'offensive de Mandchourie et combat devant Suifenho. Elle est dissoute en septembre 1945, au sein du district militaire du Primorié (en).

## Commandants
La division est commandée par le colonel Viktor Arkhanguelski (général-major à partir du 22 février 1944) du 23 octobre 1941 au 13 juin 1944 puis par le colonel Ivan Savine (général-major à partir du 20 avril 1945) à partir du 14 juin 1944 jusqu'à la fin de la guerre.